# سلفادور أورتيز غارسيا
سلفادور أورتيز غارسيا (بالإسبانية: Salvador Ortíz García)‏ هو سياسي مكسيكي، ولد في 28 نوفمبر 1964 في المكسيك. حزبياً، نشط في الحزب الثوري المؤسساتي. وقد انتخب عضو مجلس النواب المكسيك.